# Kmećani
Kmećani (cyr. Кмећани) – wieś w Bośni i Hercegowinie, w Republice Serbskiej, w mieście Banja Luka. W 2013 roku liczyła 205 mieszkańców.